# Saison 1948-1949 des Warriors de Philadelphie
La saison 1948-1949 des Warriors de Philadelphie est la troisième saison des Warriors dans la BAA (qui deviendra plus tard la NBA). Les Warriors terminent la saison quatrième de la Conférence Est. Cette année-la, ils perdent la série de demi-finale des playoffs BAA face aux Capitols de Washington.

## Draft
| Tour | Choix | Joueur          | Poste | Nationalité | Provenance                      |
| ---- | ----- | --------------- | ----- | ----------- | ------------------------------- |
| 1    | 11    | Don Ray (en)    | AF/P  | États-Unis  | Hilltoppers de Western Kentucky |
| 2    | 23    | Roy Pugh (en)   | AF/P  | États-Unis  | Mustangs de SMU                 |
| 3    | 35    | Bill Brown      | -     | États-Unis  | Terrapins du Maryland           |
| 4    | 47    | Deward Compton  | -     | États-Unis  | Cardinals de Louisville         |
| 5    | 59    | Joe Nelson (en) | -     | États-Unis  | Cougars de BYU                  |
| 6    | 70    | Clint Pace      | -     | États-Unis  | Waves de Pepperdine             |
| 7    | 81    | Tom Short       | -     | États-Unis  | Kansas Wesleyan                 |
| 8    | 91    | Joe Wahl        | -     | États-Unis  | Zips d'Akron                    |
| 9    | 100   | Andy Wolfe      | -     | États-Unis  | Golden Bears de la Californie   |

## Matchs

### Saison régulière
| Saison régulière Total: 28-32 (Domicile : 19-10; Extérieur : 9-22) |

| Match | Date match  | Équipe       | Score   | Meilleur marqueur               | Meilleur rebondeur | Meilleur passeur                    | Lieux Spectateurs          | Série  |
| ----- | ----------- | ------------ | ------- | ------------------------------- | ------------------ | ----------------------------------- | -------------------------- | ------ |
| 1     | 3 novembre  | Washington   | D 70-77 | Joe Fulks (24)                  | -                  | Jerry Fleishman, George Senesky (2) | Uline Arena                | 0 - 1  |
| 2     | 4 novembre  | Boston       | V 94-73 | Joe Fulks (25)                  | -                  | George Senesky (5)                  | Philadelphia Arena         | 1 - 1  |
| 3     | 6 novembre  | Providence   | V 69-56 | Joe Fulks (26)                  | -                  | Ed Sadowski (6)                     | Rhode Island Auditorium    | 2 - 1  |
| 4     | 7 novembre  | Boston       | D 77-85 | Joe Fulks (20)                  | -                  | George Senesky (4)                  | Boston Garden              | 2 - 2  |
| 5     | 9 novembre  | Providence   | V 92-84 | Joe Fulks (27)                  | -                  | Jerry Fleishman (7)                 | Philadelphia Arena         | 3 - 2  |
| 6     | 11 novembre | Rochester    | D 75-83 | Ed Sadowski (18)                | -                  | Howie Dallmar (3)                   | Philadelphia Arena         | 3 - 3  |
| 7     | 13 novembre | Saint-Louis  | D 75-76 | Ed Sadowski (23)                | -                  | -                                   | St. Louis Arena            | 3 - 4  |
| 8     | 16 novembre | Indianapolis | V 90-82 | Ed Sadowski (21)                | -                  | -                                   | Hinkle Fieldhouse          | 4 - 4  |
| 9     | 17 novembre | Fort Wayne   | D 72-80 | Ed Sadowski (24)                | -                  | -                                   | North Side High School Gym | 4 - 5  |
| 10    | 18 novembre | Indianapolis | V 83-71 | Howie Dallmar, Joe Fulks (12)   | -                  | Gale Bishop (3)                     | Philadelphia Arena         | 5 - 5  |
| 11    | 20 novembre | New York     | D 86-91 | Ed Sadowski, Joe Fulks (26)     | -                  | Ed Sadowski (5)                     | Madison Square Garden      | 5 - 6  |
| 12    | 23 novembre | Fort Wayne   | D 80-90 | Joe Fulks (22)                  | -                  | Howie Dallmar (4)                   | Philadelphia Arena         | 5 - 7  |
| 13    | 25 novembre | Washington   | D 73-81 | Joe Fulks (28)                  | -                  | Howie Dallmar (9)                   | Philadelphia Arena         | 5 - 8  |
| 14    | 28 novembre | Minneapolis  | D 67-88 | Joe Fulks (15)                  | -                  | -                                   | Minneapolis Auditorium     | 5 - 9  |
| 15    | 30 novembre | Chicago      | D 68-74 | Joe Fulks, Jerry Fleishman (13) | -                  | -                                   | Chicago Stadium            | 5 - 10 |

| Match | Date match  | Équipe       | Score     | Meilleur marqueur | Meilleur rebondeur | Meilleur passeur                | Lieux Spectateurs       | Série   |
| ----- | ----------- | ------------ | --------- | ----------------- | ------------------ | ------------------------------- | ----------------------- | ------- |
| 16    | 2 décembre  | Boston       | D 87-88   | Joe Fulks (32)    | -                  | Ed Sadowski (5)                 | Philadelphia Arena      | 5 - 11  |
| 17    | 4 décembre  | Rochester    | D 101-105 | Joe Fulks (39)    | -                  | Ed Sadowski (6)                 | Edgerton Park Arena     | 5 - 12  |
| 18    | 8 décembre  | Baltimore    | D 78-83   | Joe Fulks (25)    | -                  | George Senesky (4)              | Philadelphia Arena      | 5 - 13  |
| 19    | 9 décembre  | Baltimore    | D 91-92   | Joe Fulks (20)    | -                  | George Senesky (5)              | Baltimore Coliseum      | 5 - 14  |
| 20    | 14 décembre | Saint-Louis  | V 74-61   | Joe Fulks (23)    | -                  | George Senesky (5)              | Philadelphia Arena      | 6 - 14  |
| 21    | 15 décembre | Washington   | D 81-92   | Joe Fulks (26)    | -                  | George Senesky, Ed Sadowski (3) | Uline Arena             | 6 - 15  |
| 22    | 17 décembre | New York     | V 87-78   | Joe Fulks (27)    | -                  | George Senesky (9)              | Philadelphia Arena      | 7 - 15  |
| 23    | 18 décembre | Providence   | V 94-90   | Joe Fulks (47)    | -                  | -                               | Rhode Island Auditorium | 8 - 15  |
| 24    | 21 décembre | Minneapolis  | V 72-64   | Joe Fulks (19)    | -                  | Ed Sadowski (4)                 | Philadelphia Arena      | 9 - 15  |
| 25    | 25 décembre | Boston       | V 80-77   | Joe Fulks (30)    | -                  | Howie Dallmar (5)               | Rhode Island Auditorium | 10 - 15 |
| 26    | 30 décembre | Indianapolis | V 94-91   | Joe Fulks (32)    | -                  | George Senesky (5)              | Philadelphia Arena      | 11 - 15 |

| Match | Date match  | Équipe      | Score    | Meilleur marqueur | Meilleur rebondeur | Meilleur passeur                | Lieux Spectateurs          | Série   |
| ----- | ----------- | ----------- | -------- | ----------------- | ------------------ | ------------------------------- | -------------------------- | ------- |
| 27    | 1er janvier | New York    | D 80-88  | Joe Fulks (25)    | -                  | Trois joueurs (4)               | Madison Square Garden      | 11 - 16 |
| 28    | 4 janvier   | Washington  | D 78-84  | Joe Fulks (27)    | -                  | Trois joueurs (2)               | Philadelphia Arena         | 11 - 17 |
| 29    | 6 janvier   | Baltimore   | D 88-93  | Ed Sadowski (24)  | -                  | Quatre joueurs (3)              | Baltimore Coliseum         | 11 - 18 |
| 30    | 8 janvier   | Fort Wayne  | D 67-73  | Joe Fulks (20)    | -                  | George Senesky (5)              | Philadelphia Arena         | 11 - 19 |
| 31    | 11 janvier  | Rochester   | D 71-83  | Joe Fulks (20)    | -                  | -                               | Edgerton Park Arena        | 11 - 20 |
| 32    | 14 janvier  | Boston      | V 104-79 | Joe Fulks (31)    | -                  | -                               | Boston Garden              | 12 - 20 |
| 33    | 15 janvier  | Baltimore   | V 94-87  | Joe Fulks (26)    | -                  | Ed Sadowski, George Senesky (3) | Philadelphia Arena         | 13 - 20 |
| 34    | 18 janvier  | Providence  | V 86-74  | Joe Fulks (34)    | -                  | Ed Sadowski (6)                 | Philadelphia Arena         | 14 - 20 |
| 35    | 20 janvier  | Chicago     | V 92-72  | Joe Fulks (38)    | -                  | Jerry Rullo, George Senesky (6) | Philadelphia Arena         | 15 - 20 |
| 36    | 23 janvier  | Minneapolis | D 71-89  | Joe Fulks (32)    | -                  | -                               | Minneapolis Auditorium     | 15 - 21 |
| 37    | 25 janvier  | Chicago     | V 86-77  | Joe Fulks (35)    | -                  | -                               | Chicago Stadium            | 16 - 21 |
| 38    | 26 janvier  | Fort Wayne  | D 80-88  | Joe Fulks (30)    | -                  | -                               | North Side High School Gym | 16 - 22 |
| 39    | 27 janvier  | New York    | V 102-96 | Joe Fulks (39)    | -                  | Ed Sadowski (5)                 | Philadelphia Arena         | 17 - 22 |
| 40    | 29 janvier  | New York    | V 78-73  | Joe Fulks (27)    | -                  | George Senesky (4)              | Madison Square Garden      | 18 - 22 |

| Match | Date match  | Équipe       | Score    | Meilleur marqueur | Meilleur rebondeur | Meilleur passeur                | Lieux Spectateurs   | Série   |
| ----- | ----------- | ------------ | -------- | ----------------- | ------------------ | ------------------------------- | ------------------- | ------- |
| 41    | 1er février | Providence   | V 93-86  | Joe Fulks (28)    | -                  | George Senesky, Gale Bishop (4) | Philadelphia Arena  | 19 - 22 |
| 42    | 3 février   | Minneapolis  | D 76-78  | Joe Fulks (23)    | -                  | George Senesky (4)              | Philadelphia Arena  | 19 - 23 |
| 43    | 6 février   | Saint-Louis  | V 77-74  | Joe Fulks (20)    | -                  | George Senesky, Ed Sadowski (5) | St. Louis Arena     | 20 - 23 |
| 44    | 7 février   | Indianapolis | D 73-90  | Joe Fulks (28)    | -                  | -                               | Hinkle Fieldhouse   | 20 - 24 |
| 45    | 8 février   | Fort Wayne   | D 87-89  | Ed Sadowski (27)  | -                  | -                               | Chicago Stadium     | 20 - 25 |
| 46    | 10 février  | Indianapolis | V 108-87 | Joe Fulks (63)    | -                  | George Senesky, Ed Sadowski (3) | Philadelphia Arena  | 21 - 25 |
| 47    | 12 février  | Washington   | V 91-88  | Joe Fulks (31)    | -                  | George Senesky (7)              | Uline Arena         | 22 - 25 |
| 48    | 17 février  | New York     | V 86-82  | Joe Fulks (36)    | -                  | George Senesky, Gale Bishop (5) | Philadelphia Arena  | 23 - 25 |
| 49    | 22 février  | Rochester    | D 86-92  | Ed Sadowski (23)  | -                  | George Senesky (7)              | Edgerton Park Arena | 23 - 26 |
| 50    | 23 février  | Chicago      | D 85-102 | Ed Sadowski (21)  | -                  | Howie Dallmar (2)               | Philadelphia Arena  | 23 - 27 |

| Match | Date match | Équipe      | Score     | Meilleur marqueur | Meilleur rebondeur | Meilleur passeur                    | Lieux Spectateurs       | Série   |
| ----- | ---------- | ----------- | --------- | ----------------- | ------------------ | ----------------------------------- | ----------------------- | ------- |
| 51    | 1er mars   | Saint-Louis | V 89-83   | Joe Fulks (23)    | -                  | Gale Bishop (7)                     | Philadelphia Arena      | 24 - 27 |
| 52    | 3 mars     | Chicago     | V 90-75   | Ed Sadowski (18)  | -                  | Gale Bishop, Jerry Fleishman (3)    | Philadelphia Arena      | 25 - 27 |
| 53    | 5 mars     | Baltimore   | D 85-99   | Joe Fulks (23)    | -                  | Ed Sadowski (6)                     | Baltimore Coliseum      | 25 - 28 |
| 54    | 10 mars    | Rochester   | D 71-73   | Joe Fulks (29)    | -                  | Jerry Fleishman (3)                 | Philadelphia Arena      | 25 - 29 |
| 55    | 11 mars    | Boston      | D 100-108 | Joe Fulks (23)    | -                  | Jerry Fleishman, George Senesky (7) | Boston Garden           | 25 - 30 |
| 56    | 12 mars    | Providence  | V 92-70   | Joe Fulks (39)    | -                  | Chink Crossin, George Senesky (5)   | Rhode Island Auditorium | 26 - 30 |
| 57    | 15 mars    | Baltimore   | V 84-76   | Joe Fulks (28)    | -                  | Howie Dallmar (6)                   | Philadelphia Arena      | 27 - 30 |
| 58    | 17 mars    | Washington  | V 84-81   | Joe Fulks (25)    | -                  | Howie Dallmar (4)                   | Philadelphia Arena      | 28 - 30 |
| 59    | 19 mars    | Saint-Louis | D 100-109 | Joe Fulks (31)    | -                  | -                                   | St. Louis Arena         | 28 - 31 |
| 60    | 20 mars    | Minneapolis | D 78-91   | Joe Fulks (18)    | -                  | -                                   | Minneapolis Auditorium  | 28 - 32 |

### Playoffs
| Playoffs Total: 6-7 (Domicile : 4-2; Extérieur : 2-5) |

| Match | Date match | Équipe     | Score   | Meilleur marqueur    | Meilleur rebondeur | Meilleur passeur    | Lieux Spectateurs  | Série |
| ----- | ---------- | ---------- | ------- | -------------------- | ------------------ | ------------------- | ------------------ | ----- |
| 1     | 23 mars    | Washington | D 70-92 | Jake Bornheimer (13) | -                  | Howie Dallmar (3)   | Philadelphia Arena | 0 - 1 |
| 2     | 24 mars    | Washington | D 78-90 | Chink Crossin (22)   | -                  | Jerry Fleishman (3) | Uline Arena        | 0 - 2 |

## Classements
| Division Est               | V  | D  | PCT    | GB |
| -------------------------- | -- | -- | ------ | -- |
| Capitols de Washington     | 38 | 22 | 60,9 % | -  |
| Knicks de New York         | 32 | 28 | 57,8 % | 6  |
| Bullets de Baltimore       | 29 | 31 | 45,3 % | 9  |
| Warriors de Philadelphie   | 28 | 32 | 35,5 % | 10 |
| Celtics de Boston          | 25 | 35 | 30,6 % | 13 |
| Steamrollers de Providence | 12 | 48 | 17,7 % | 26 |